# Lorentz Grefing
Lorentz Ludvig Grefing, död 11 april 1769, var en svensk-tysk boktryckare.
Lorentz Grefing var från Tyskland men kom som konstförvant till boktryckaren Benjamin Gottlieb Schneider i Stockholm. Ett år efter Schneiders död gifte han sig 1739 med hans änka och övertog boktryckeriet i eget namn. 1741 bjöd han över Peter Momma och kunde därigenom bli Svenska Akademiens boktryckare. Då han försökte sänka sitt bud 1747 förlorade han dock kontraktet till Lars Salvius. Grefing kom att trycka flera betydelsefulla böcker, bland annat tryckte han den första ABC-boken i antikva 1758 och första utgåvan av Cajsa Wargs Hjelpreda i hushållningen för unga fruentimber. Mestadels dock religiösa skrifter däribland flera utgåvor av Johann Arndts skrifter men även skönlitteratur. Då Henrik Fougt på 1760-talet vinna privilegium på sin metod att trycka noter hörde Grefing till en av de starkaste motståndarna och lyckades stoppa dennes försök att etablera sig i  Stockholm och tvingade honom att i stället etablera sig i England. Några månader efter Grefings död dog dock även hans änka, och genom testamente tillföll då tryckeriet Peter Momma, som i sin tur överlät det på sin svärson Fougt, som därigenom kunde etablera ett tryckeri i Stockholm.